# Microsteira pluriseta
Microsteira pluriseta là một loài thực vật có hoa trong họ Malpighiaceae. Loài này được (Baill.) Nied. mô tả khoa học đầu tiên năm 1924.